# جیل ریچی
جیل ریچی (انگلیسی: Jill Ritchie؛ زادهٔ ۵ مارس ۱۹۷۴) یک هنرپیشه اهل ایالات متحده آمریکا است. او خواهر کوچک‌تر کید راک، خواننده رپ و ترانه‌سرا است. ریچی از سال ۱۹۹۵ تا ۲۰۰۷ مشغول فعالیت بود. 

## گزیده فیلم‌شناسی
- بهترین بهترین‌ها ۴: بدون هشدار (۱۹۹۸)
- نانسی درو (۲۰۰۲)
- دی.ئی.بی.اس. (۲۰۰۴)
- هربی پرواز می‌کند (۲۰۰۵)
- داستان‌های سرزمین جنوبی (۲۰۰۶)